# Umbraco
Umbracoは、オープンソースのコンテンツ管理システム ( 英: content management system, CMS ) ソフトウェアである。C#で作成されており、Microsoft WindowsのASP.NETで動作する。データベースは、Microsoft SQL Server、MySQL、Microsoft SQL Server Compact 4 (SQL CE 4) に対応している。最新のユーザインタフェースを備え、html、css、jQueryといった標準的な技術を採用し、.NETアーキテクチャにより高い拡張性を持っているのが特徴である。

## 歴史
Umbracoは、2000年にNiels Hartvigによって開発され、2004年にオープンソースのソフトウェアとなり、現在はMIT Licenseで配布されている。最近、利用が拡大しており、2009年のCMS Wireの記事によれば主要なオープンソースのCMSの一つであるとされている。2010 Open Source CMS Market Share Reportにおいても主要なオープンソースのCMSのベスト20に選ばれている。Web Platform installer のダウンロード数では第3位、CodePlexのダウンロード数では8位となっており、.NETのCMSとしては、いずれもDotNetNukeに次いで第2位となっている。

## 用途
Umbracoは、.NETで動作するオープンソースのソフトウェアの一つである。拡張性の高いCMSで、数百万ユーザーが利用する大規模なサイトの構築も可能である。Umbracoは、コンテンツを自由に操作できる強力な Umbrco API を備え、フル機能のASP.NET WebForms及びMVCのハイブリッドアプリケーションに対応しており、最新技術であるRazor Syntax や ASP.NET MVC、.NET User Control、.NET Custom Control、XSLT等を使って機能の拡張を容易におこなうことができます。